# Dai Jun
Dai Jun (6 de fevereiro de 1992) é um nadador chinês. Ele conquistou uma medalha de bronze nos Jogos Olímpicos de Londres de 2012, na prova do revezamento 4x200 metros livres.